# Atlantic Aircraft
L'Atlantic Aircraft Corporation, conosciuta anche come Fokker-America e Atlantic-Fokker, era un'azienda aeronautica di diritto statunitense, controllata dall'olandese Fokker; si occupava della progettazione e realizzazione di aerei così come della vendita e della produzione su licenza in loco di velivoli progettati dalla casa madre olandese.

## Storia
Nel primo dopoguerra, Anthony Fokker fu contattato dall'ambasciata statunitense dell'Aia per trattare la fornitura di alcuni C.I e D.VII; sulla scia di queste prime forniture l'imprenditore olandese, nell'ottobre del 1920, si recò di persona negli Stati Uniti per conoscere direttamente il mercato ed organizzare una rete di promozione e vendita per i velivoli di propria produzione e a tal fine costituì la Netherlands Aircraft Manufacturing Company of Amsterdam affidata a Robert B.C. Noorduyn, già progettista per la Sopwith Aviation Company, la Koolhoven e la Armstrong Whitworth Aircraft.

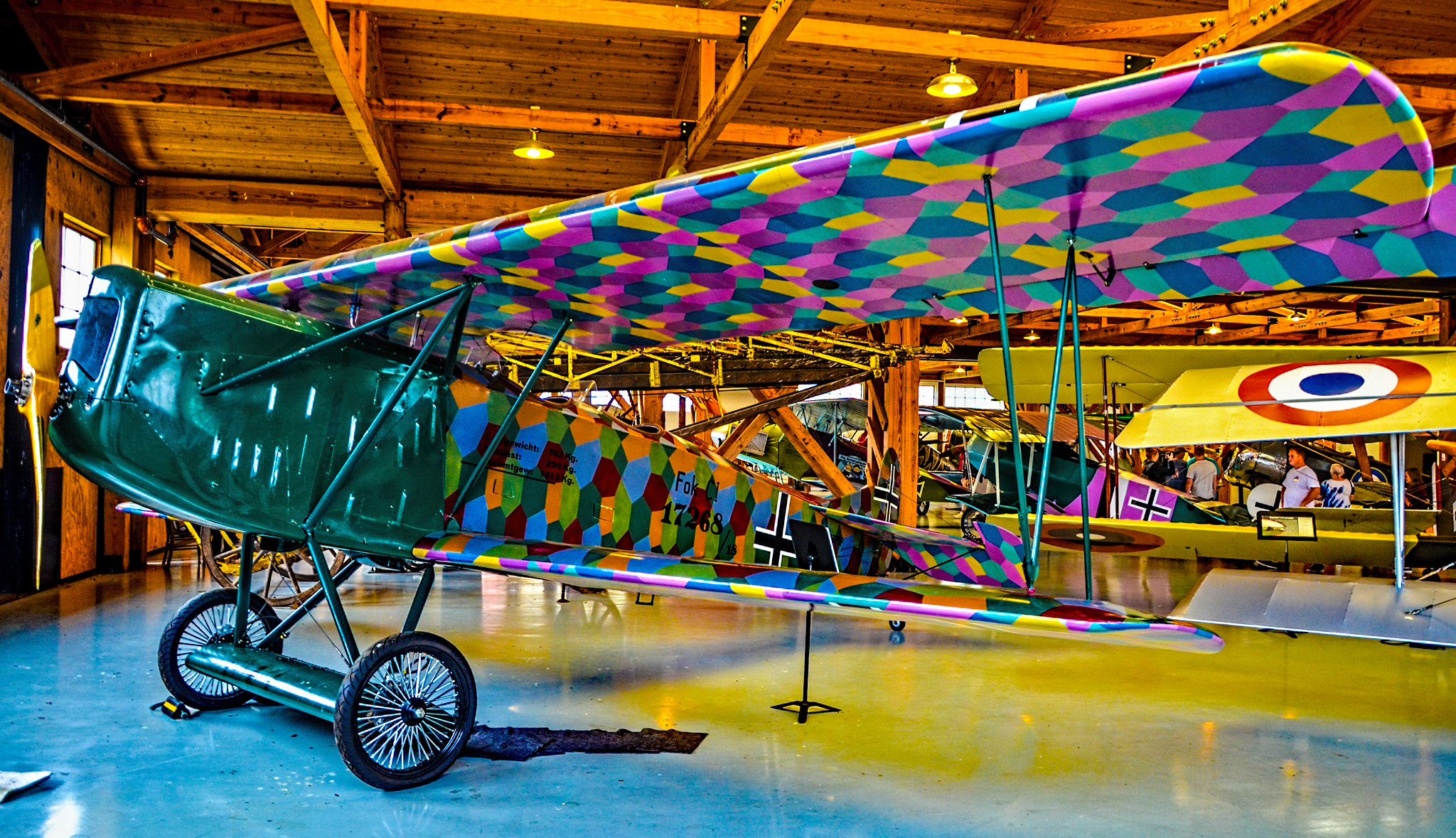
Una replica del Fokker C.I

Già in questi frangenti le autorità statunitensi mostrarono estrema fiducia nei progetti firmati da Anthony Fokker, come dimostrano i contratti di fornitura di alcuni F.IV e F.VI. Questi primi velivoli segnarono anche un solco in termini di metodologia costruttiva: realizzati con struttura metallica in tubi saldati, fecero scuola anche presso i costruttori statunitensi che, come nel caso della Curtiss e della Boeing, si convinsero ben presto a sperimentarne le potenzialità.
Tuttavia l'acquisizione di nuovi contratti per la vendita di Fokker DC.I e di C.IV, suscitò l'irritazione dei costruttori del nuovo mondo che spinsero affinché fosse approvata una norma di legge che obbligasse il governo ad acquistare solo aeroplani realizzati sul suolo statunitense.
Fokker riuscì a superare questo difficile frangente quando lo United States Army Air Service decise di aggiornare i propri Airco DH.4 e dotarli di struttura in tubi metallici saldati, in sostituzione della precedente in travi di legno. A Fokker fu chiesto di aggiornare 100 velivoli, cui fu assegnata la denominazione DH-4M-2 e, in ossequio alle recenti normative, nel mese di maggio del 1924 Fokker diede vita ad una nuova società cui fu dato nome Atlantic Aircraft Corporation che iniziò la produzione dei velivoli prendendo in leasing gli impianti inutilizzati della Witteman Lewis Aircraft a Teterboro, realizzati nei pressi del campo di volo di Hasbrouck Heights vicino al quale fu in seguito realizzato un secondo stabilimento produttivo.

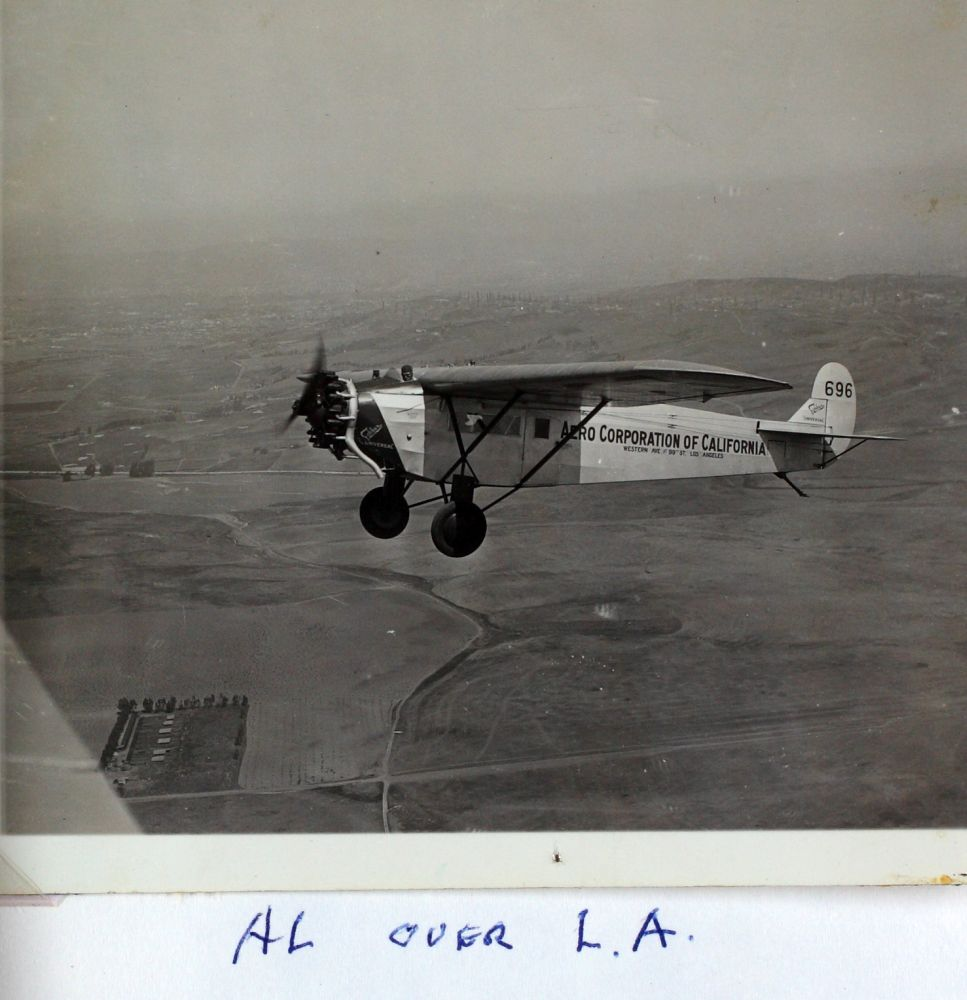
Una vecchia foto del Fokker Universal NC696 (c/n 416) della Aero Corporation of California in volo sopra Los Angeles con il pilota Albert Hobart.

La prima creazione originale dell'Atlantic Aircraft fu lo Universal, progettato da Robert Noorduyn mentre la costruzione di aerei di progetto originale Fokker proseguì con la realizzazione dei primi F.VIIa-3M. In particolare questo trimotore ottenne resoconti estremamente favorevoli in seguito a test effettuati dalla Engineering Division degli United States Army Air Corps ed ottenne un considerevole successo commerciale, divenendo noto semplicemente con il nome di Fokker Trimotor.
Il 16 settembre del 1925 venne fondata la Fokker Aircraft Corporation che rilevò l'Atlantic; tra i piani di sviluppo, dato che le linee di montaggio esistenti non avrebbero potuto sostenere i ritmi secondo gli ordinativi attesi, era prevista la realizzazione di un nuovo impianto produttivo a Kansas City ma alla fine il progetto non vide la luce.

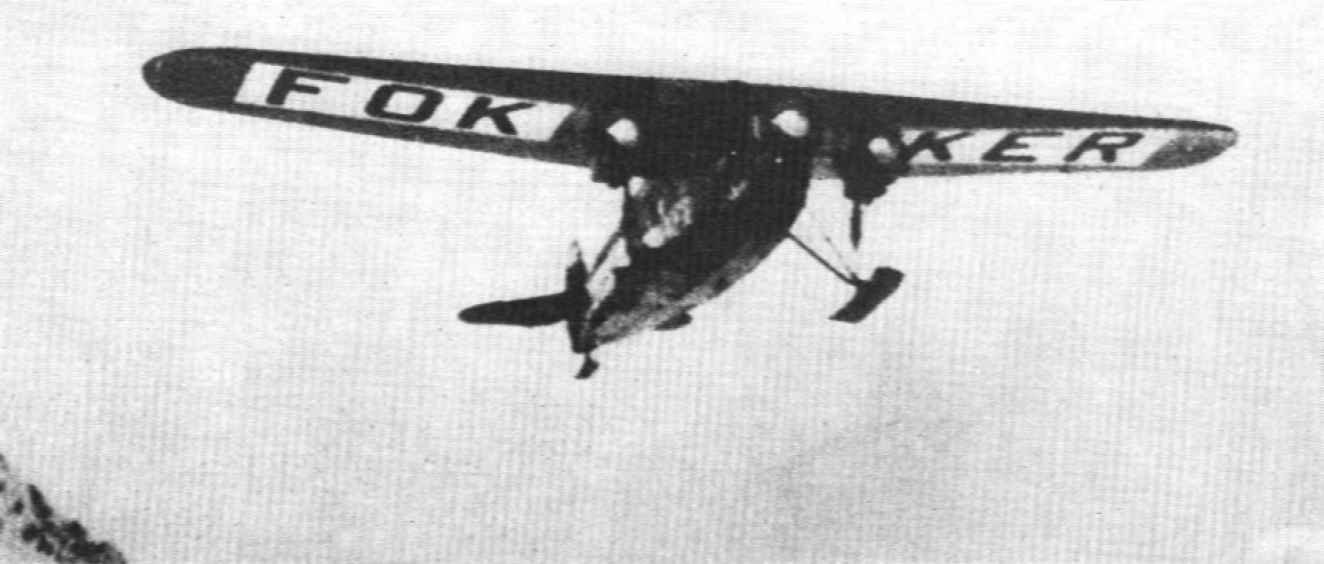
Una foto del Fokker F.VIIa/3M utilizzato da Richard Byrd per il suo volo sopra il Polo nord.

Nel frattempo gli aerei di Fokker avevano realizzato numerose imprese sportive, tra le quali si annoverano il sorvolo del Polo nord compiuto da Richard Evelyn Byrd a bordo di un Trimotor e la prima trasvolata dell'Oceano Pacifico da San Francisco a Honolulu, compiuta da due piloti dell'USAAC ancora una volta ai comandi di uno dei trimotore della Fokker.
Il 1927 vide la Fokker completare la realizzazione di un nuovo stabilimento produttivo nell'area di Passaic e ultimare la realizzazione dell'F.10 che sarebbe presto diventato protagonista dei principali collegamenti di linea operati dalle maggiori compagnie aeree statunitensi.
La scia delle imprese sportive dell'oramai famoso Trimotor si allungava con il passare dei mesi: tra il 31 maggio e il 9 giugno del 1928, l'esemplare battezzato Croce del Sud, il cui equipaggio era formato dagli aviatori australiani Charles Kingsford Smith, Charles Ulm, Harry Lyon e James Warner, compì la prima trasvolata dal Nord America all'Australia, con tappe intermedie a Honolulu e Suva; solo pochi giorni dopo, il 17 giugno, un esemplare dotato di galleggianti, battezzato Friendship, fu il primo idrovolante ad attraversare l'Oceano Atlantico. In quest'ultima impresa tra i componenti dell'equipaggio era presente una non ancora famosissima Amelia Earhart.
I successi sportivi e commerciali ottenuti fecero prosperare l'azienda che, nel dicembre 1927, fu riorganizzata e ribattezzata Fokker Aircraft Corporation of America mentre pochi mesi dopo fu inaugurata una terza fabbrica nei pressi di Wheeling. L'azienda all'epoca contava 906 dipendenti, le sue azioni furono ammesse alla contrattazione alla borsa valori di Amsterdam e divenne il principale costruttore di aerei civili, tanto che oltre il 40% dei velivoli utilizzati dalle compagnie aeree statunitensi era prodotto dalla Fokker.

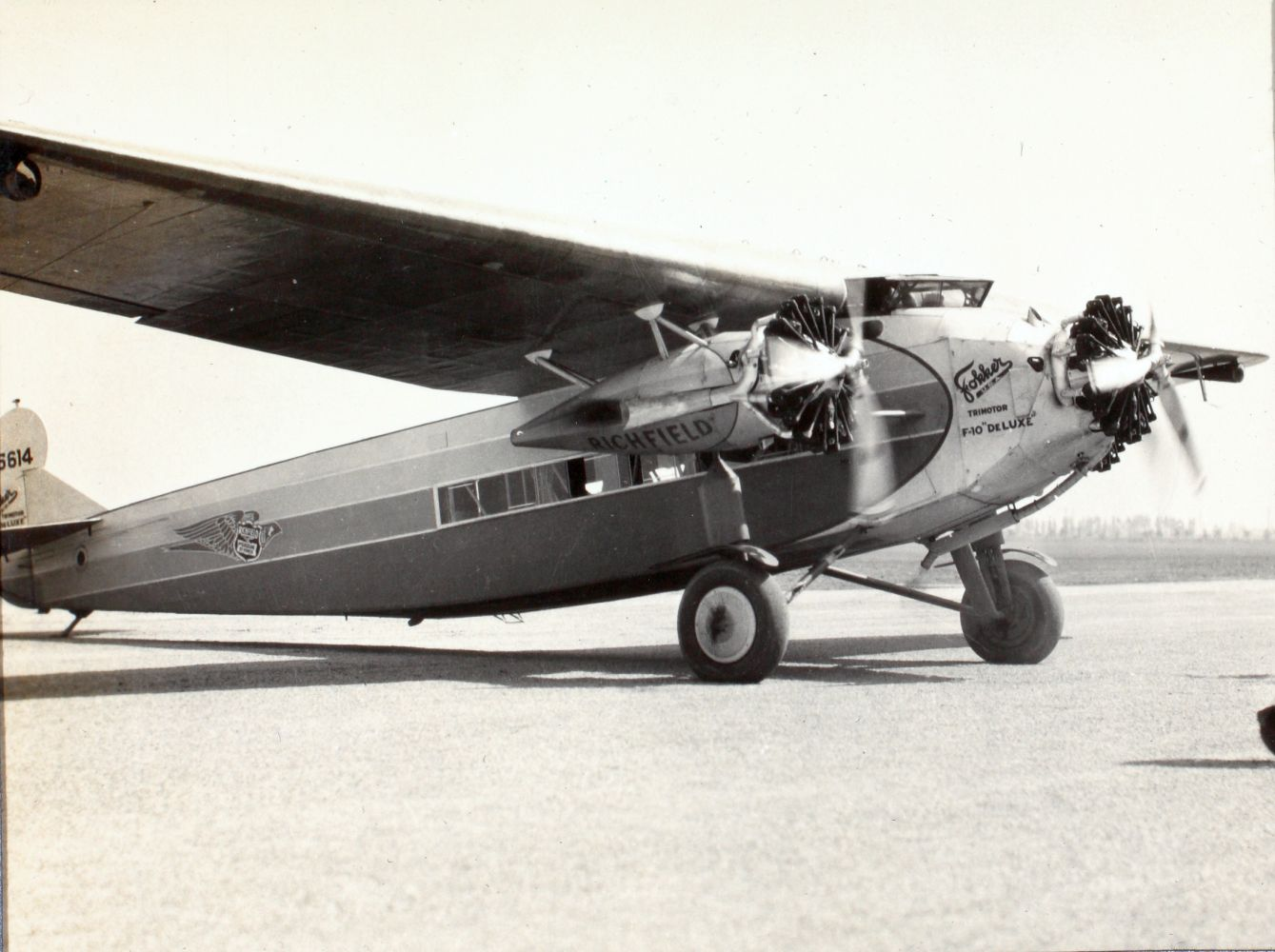
Il Fokker F.10 della compagnia petrolifera Richfield Oil.

Il 1929 fu un altro anno denso di avvenimenti per la Fokker: furono presentati i due nuovi aerei da trasporto F.14 ed F.32, ma fu anche l'anno in cui la General Motors, con l'acquisto del 40% del capitale della società ne acquisì il controllo, nominando Anthony Fokker (che ancora controllava il 20%) Direttore Tecnico per un periodo di cinque anni. La nuova compagine societaria, così come lo stesso Fokker, nutrivano grandi aspettative per il futuro, basate su uno studio previsionale le cui conclusioni prefiguravano un mondo in cui tutti avrebbero posseduto un aeroplano e in cui le ferrovie sarebbero state anacronistiche.
Quello che seguì, risultò però essere un periodo poco prolifico durante il quale né l'olandese volante né i tecnici della General Motors riuscirono a produrre nulla di innovativo; inoltre, in piena grande depressione, l'azienda si risolse ad applicare politiche di dumping per vendere i propri prodotti. In aggiunta a ciò, nel maggio del 1930, la General Motors decise di modificare la ragione sociale dell'azienda in General Aviation Corporation, senza che lo stesso Fokker (relegato nel proprio ruolo di dipendente) potesse far altro che accettare la situazione, dato che gli fu prospettata la possibilità che, in alternativa, la General Motors creasse ex novo una propria azienda aeronautica..
Sulla base di questi presupposti l'alleanza si trascinò fino alla fine di marzo del 1931 quando il clamore suscitato da un incidente aereo occorso ad un Fokker F.10 fece deteriorare definitivamente la situazione. L'incidente di cui fu protagonista il trimotore, che volava con le insegne della TWA balzò all'onore delle cronache poiché annoverò tra le vittime il noto giocatore e allenatore di football Knute Rockne. Le indagini che seguirono portarono alla sospensione dei voli di tutti i Fokker costruiti a partire dal 1929, considerati non sicuri.

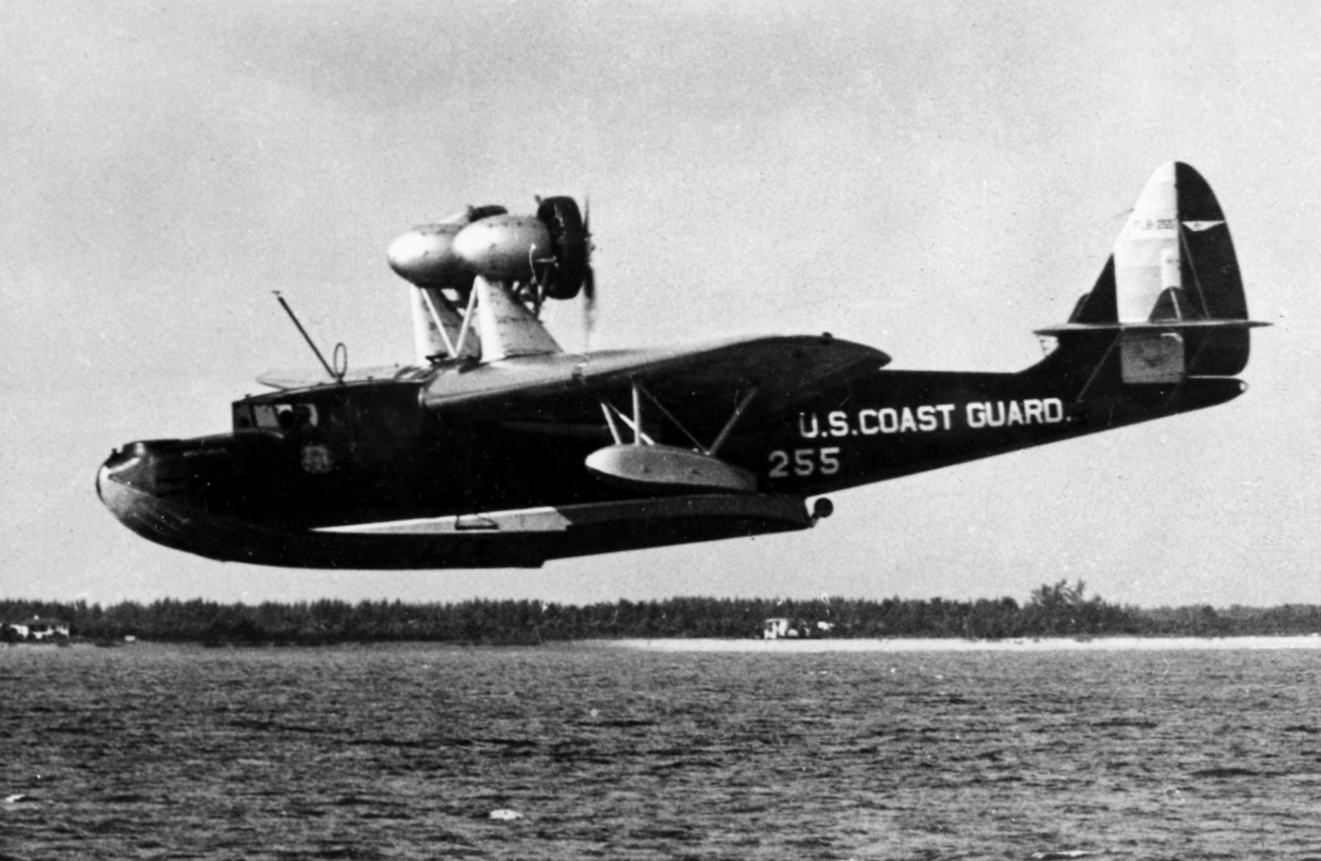
Un General Aviation PJ-1 della United States Coast Guard

Ne seguì un'aspra disputa tra le autorità ed Anthony Fokker dai risvolti non sempre chiari, complicata per altro dalla contemporanea pubblicazione di un'autobiografia nella quale Fokker si espresse in termini assolutamente poco lusinghieri nei confronti di Richard Evelyn Byrd, il pilota ed esploratore polare, divenuto per le sue gesta una sorta di eroe nazionale. In questa atmosfera pesante, il connubio tra il progettista e la General Motors trovò il definitivo epilogo: l'azienda costruttrice concluse immediatamente il contratto di lavoro pagando a Fokker tutte le somme previste per la completa durata quinquennale, rinunciando nel contempo ad usare il suo nome nella ragione sociale; dal canto suo Fokker, pur mantenendo la propria quota azionaria, rinunciò a quanto di strumentale era stato conferito nell'azienda statunitense.
Consumato il divorzio con l'imprenditore olandese, la General Aviation proseguì la produzione completando i contratti sottoscritti con l'USAAC, per il bimotore O-27, e con l'USCG, per l'idrovolante PJ. Furono questi gli ultimi velivoli legati a Fokker realizzati negli Stati Uniti. Si trattava di aerei costruiti ancora con la struttura mista legno-metallo, fattore che potrebbe aver contribuito alla loro sostituzione sulle linee di montaggio con progetti di nuova concezione; lo stesso Fokker, in precedenza, aveva consigliato l'acquisizione della Pittsburgh Metal Aircraft Corporation e di avviare la produzione di aerei interamente metallici nell'impianto di Hasbrouck Heights.
La produzione tuttavia non riprese mai i fasti conosciuti alla fine degli anni venti e a seguito degli scarsi successi ottenuti con la realizzazione del GA-43, e della sua versione bimotore GA-38, l'azienda fu posta in liquidazione nel 1934 e acquistata dalla North American Aviation che ne fece il proprio polo produttivo.

### Annotazioni
1. ↑  Da non confondere con l'F.XIV
2. ↑  Fino ad allora la North American Aviation aveva operato come holding, controllando di fatto altre aziende costruttrici ma senza avere impianti di proprietà.

### Fonti
1. 1 2 3  Hegener, 1961, p. 66.
2. 1 2 3 4  Hegener, 1961, p. 68.
3. 1 2 3  Hegener, 1961, p. 70.
4. 1 2  Hegener, 1961, p. 71.
5. ↑  Hegener, 1961, p. 72.
6. 1 2  Hegener, 1961, p. 73.
7. 1 2  Hegener, 1961, p. 74.
8. 1 2 3  Hegener, 1961, p. 75.
9. 1 2 3  Hegener, 1961, p. 76.
10. 1 2  Hegener, 1961, p. 77.